# Île Altazin
L'île Altazin est une île française de l'archipel des Kerguelen située dans la baie des Swains entre le sud-est de la péninsule Gallieni et l'ouest de la presqu'île Jeanne d'Arc.